# Chrysemosa piresi
Chrysemosa piresi är en insektsart som först beskrevs av Hölzel och Ohm 1982.  Chrysemosa piresi ingår i släktet Chrysemosa och familjen guldögonsländor. Inga underarter finns listade i Catalogue of Life.